# Danh sách di sản tư liệu thế giới tại châu Mỹ Latinh và Caribe

## Danh sách

### Anguilla
| Di sản tư liệu[A]                                                                       | Bảo quản/Vị trí                                                        | Năm công nhận | Tham khảo |
| --------------------------------------------------------------------------------------- | ---------------------------------------------------------------------- | ------------- | --------- |
| Bộ sưu tập của Ủy ban Tây Ấn (chung với Antigua và Barbuda, Jamaica, Anh và Montserrat) | Thư viện Sidney Martin 13°08′00″B 59°37′47″T / 13,133216°B 59,629839°T | 2015          | [ 1 ]     |

### Antigua và Barbuda
| Di sản tư liệu[A]                                                             | Bảo quản/Vị trí                                                        | Năm công nhận | Tham khảo |
| ----------------------------------------------------------------------------- | ---------------------------------------------------------------------- | ------------- | --------- |
| Bộ sưu tập của Ủy ban Tây Ấn (chung với Anguilla, Jamaica, Anh và Montserrat) | Thư viện Sidney Martin 13°08′00″B 59°37′47″T / 13,133216°B 59,629839°T | 2015          | [ 1 ]     |

### Argentina
| Di sản tư liệu[A]                                                                                               | Bảo quản/Vị trí | Năm công nhận | Tham khảo |
| --- | --- | ------------- | --------- |
| Di sản tư liệu về Phó vương quốc Río de la Plata                                                                | Trung tâm Lưu trữ Quốc gia, Buenos Aires 34°36′18″N 58°22′15″T / 34,604875°N 58,370882°T | 1997          | [ 2 ]     |
| Di sản tư liệu về nhân quyền 1976–1983 - Lưu trữ cho sự thật, công lý và ký ức về cuộc đấu tranh chống khủng bố | - CONADEP Documentary Fonds 34°36′06″N 58°22′17″T / 34,601575°N 58,371278°T - Secretaría de Derechos Humanos de la Provincia de Buenos Aires 34°55′02″N 57°56′57″T / 34,917219°N 57,949091°T - Honorable Legislatura de la Provincia de Tucumán 26°49′03″N 65°12′11″T / 26,817495°N 65,203056°T - Subsecretaría de Derechos Humanos de la Provincia de Tucumán 26°50′29″N 65°11′49″T / 26,841407°N 65,196885°T - Trung tâm Lưu trữ tỉnh Santa Fe 31°38′48″N 60°42′54″T / 31,646588°N 60,71487°T - Sub- Secretary for Public Security of the Ministry of Government, Justice and Religious Affairs 31°38′50″N 60°42′35″T / 31,647314°N 60,709834°T - Cục Trại giam tỉnh Santa Fe 31°39′41″N 60°42′44″T / 31,661376°N 60,71224°T - Comisión Provincial por la Memoria 34°54′52″N 57°56′42″T / 34,914583°N 57,945009°T - Chính quyền tỉnh Mendoza, Thư ký phụ trách Quan hệ cộng đồng, Bộ Tư pháp và An ninh 32°55′35″N 68°51′12″T / 32,926483°N 68,85331°T - Bảo tàng tưởng niệm Rosario 32°56′39″N 60°39′03″T / 32,944255°N 60,650794°T - Asociación Abuelas de Plaza de Mayo 32°56′44″N 60°37′59″T / 32,945571°N 60,633091°T - Asamblea Permanente por los Derechos Humanos (APDH) 34°36′09″N 58°23′33″T / 34,602397°N 58,392426°T - Centro de Estudios Legales y Sociales 34°36′52″N 58°22′39″T / 34,614525°N 58,377612°T - Asociación Civil Madres de Plaza de Mayo – Línea Fundadora 34°36′36″N 58°22′40″T / 34,609977°N 58,377788°T - Servicio de Paz y Justicia /Service for Peace and Justice Foundation (SERPAJ) 34°37′00″N 58°22′38″T / 34,616695°N 58,377338°T - Asociación de Ex Detenidos- Desaparecidos 34°37′13″N 58°23′28″T / 34,620294°N 58,391197°T - Asociación Civil Memoria Abierta 34°36′17″N 58°24′11″T / 34,604756°N 58,403019°T - Comisión de Familiares de Desaparecidos y Detenidos por Razones Políticas 34°36′32″N 58°23′37″T / 34,608835°N 58,39355°T - Institutional Archive of the Civil Association Anahí 34°55′22″N 57°57′46″T / 34,922856°N 57,962708°T - Fondo Adelina Dematti de Alaye 34°55′52″N 57°58′26″T / 34,931078°N 57,973945°T | 2007          | [ 3 ]     |
| Trung tâm tài liệu Villa Ocampo (chung với Hoa Kỳ)                                                              | - Villa Ocampo 34°27′29″N 58°31′06″T / 34,458018°N 58,518458°T - Thư viện trường Harvard, Đại học Harvard 42°22′23″B 71°06′57″T / 42,373176°B 71,11591°T | 2017          | [ 4 ]     |

### Bahamas
| Di sản tư liệu[A] | Bảo quản/Vị trí | Năm công nhận | Tham khảo |
| --- | --- | ------------- | --------- |
| Tạp chí Farquharson | Trung tâm Lưu trữ Bahamas, Nassau 25°04′19″B 77°19′21″T / 25,071854°B 77,322577°T | 2009          | [ 5 ]     |
| Sổ đăng ký Chế độ nô lệ ở vùng biển Caribe của Anh 1817-1834 (chung với Belize, Dominica, Jamaica, Saint Kitts và Nevis, Trinidad và Tobago và Anh) | - Trung tâm Lưu trữ Bahamas, Nassau 25°04′19″B 77°19′21″T / 25,071854°B 77,322577°T - Cục Lưu trữ và Hồ sơ Belize 17°15′08″B 88°46′07″T / 17,252161°B 88,768634°T - Trung tâm Tư liệu Quốc gia 15°18′02″B 61°23′11″T / 15,300638°B 61,386339°T - Cục Lưu trữ và Dữ liệu Jamaica 17°59′49″B 76°57′17″T / 17,996944°B 76,954696°T - Trung tâm Lưu trữ Quốc gia, trụ sở Chính phủ 17°17′44″B 62°43′30″T / 17,295613°B 62,725138°T - Trung tâm Lưu trữ Quốc gia Trinidad và Tobago 10°39′37″B 61°30′46″T / 10,660165°B 61,512785°T - Trung tâm Lưu trữ Quốc gia tại Kew 51°28′53″B 0°16′48″T / 51,481461°B 0,280075°T | 2009          | [ 6 ]     |

### Barbados
| Di sản tư liệu[A]                                                                                              | Bảo quản/Vị trí | Năm công nhận | Tham khảo |
| --- | --- | ------------- | --------- |
| Di sản tư liệu của các dân tộc nô lệ vùng Caribe                                                               | Bảo tàng và Hội lịch sử Barbados, St. Michael 13°05′00″B 59°36′08″T / 13,083351°B 59,602229°T | 2003          | [ 7 ]     |
| Hồ sơ lưu trữ nền tảng thành lập Liên bang                                                                     | Đại học West Indies tại Cave Hill, Bridgetown 13°08′07″B 59°37′50″T / 13,135358°B 59,630435°T | 2009          | [ 8 ]     |
| Bộ sưu tập tài liệu về cuộc đời của Nita Barrow                                                                | Đại học West Indies tại Cave Hill, Bridgetown 13°08′07″B 59°37′50″T / 13,135358°B 59,630435°T | 2009          | [ 9 ]     |
| Người đàn ông bạc: Lao động Tây Ấn tại Kênh đào Panama (chung với Jamaica, Panama, Saint Lucia, Anh và Hoa Kỳ) | - Bảo tàng và Hội lịch sử Barbados, St. Michael 13°05′00″B 59°36′08″T / 13,083351°B 59,602229°T - Trung tâm Lưu trữ Bahamas, Nassau 25°04′19″B 77°19′21″T / 25,071854°B 77,322577°T - Cục Lưu trữ Hồ sơ Jamaica 17°59′49″B 76°57′17″T / 17,996953°B 76,954707°T - Thư viện Quốc gia Jamaica 17°58′02″B 76°47′24″T / 17,967085°B 76,789864°T - Trung tâm Lưu trữ Quốc gia St. Lucia 14°01′10″B 60°59′55″T / 14,019356°B 60,998504°T - Bảo tàng Kênh đào Panamá 8°57′07″B 79°32′05″T / 8,952027°B 79,53459°T - Mrs. Primrose Mallet-Harris, Mallet Court 50°59′41″B 2°57′12″T / 50,994639°B 2,953304°T - Trung tâm Lưu trữ Quốc gia Kew 51°28′53″B 0°16′48″T / 51,481461°B 0,280075°T - Cục Hồ sơ và Lưu trữ Quốc gia 39°00′02″B 76°57′35″T / 39,000584°B 76,959705°T - Thư viện George A. Smathers 29°39′06″B 82°20′34″T / 29,651703°B 82,342893°T | 2011          | [ 10 ]    |
| Giấy tờ Ủy ban Tây Ấn                                                                                          | Thư viện Sidney Martin 13°08′00″B 59°37′47″T / 13,133216°B 59,629839°T | 2015          | [ 11 ]    |
| Một bài hát châu Phi hoặc Thánh ca từ Barbados (chung với Anh)                                                 | Trung tâm Lưu trữ Gloucestershire 51°52′07″B 2°14′28″T / 51,86849°B 2,241235°T | 2017          | [ 12 ]    |

### Belize
| Di sản tư liệu[A] | Bảo quản/Vị trí | Năm công nhận | Tham khảo |
| --- | --- | ------------- | --------- |
| Sổ đăng ký Chế độ nô lệ ở vùng biển Caribe của Anh 1817-1834 (chung với Bahamas, Dominica, Jamaica, Saint Kitts và Nevis, Trinidad và Tobago và Anh) | - Trung tâm Lưu trữ Bahamas, Nassau 25°04′19″B 77°19′21″T / 25,071854°B 77,322577°T - Cục Lưu trữ và Hồ sơ Belize 17°15′08″B 88°46′07″T / 17,252161°B 88,768634°T - Trung tâm Tư liệu Quốc gia 15°18′02″B 61°23′11″T / 15,300638°B 61,386339°T - Cục Lưu trữ và Dữ liệu Jamaica 17°59′49″B 76°57′17″T / 17,996944°B 76,954696°T - Trung tâm Lưu trữ Quốc gia, trụ sở Chính phủ 17°17′44″B 62°43′30″T / 17,295613°B 62,725138°T - Trung tâm Lưu trữ Quốc gia Trinidad và Tobago 10°39′37″B 61°30′46″T / 10,660165°B 61,512785°T - Trung tâm Lưu trữ Quốc gia tại Kew 51°28′53″B 0°16′48″T / 51,481461°B 0,280075°T | 2009          | [ 13 ]    |

### Bolivia
| Di sản tư liệu[A] | Bảo quản/Vị trí | Năm công nhận | Tham khảo |
| --- | --- | ------------- | --------- |
| Âm nhạc thuộc địa Mỹ: một ví dụ tiêu biểu của tư liệu phong phú (chung với Comlombia, Mexico, Peru)                                                              | - Thư viện Quốc gia Peru 12°05′15″N 77°00′18″T / 12,087573°N 77,004968°T - Trung tâm Lưu trữ Lịch sử của Tổng giáo phận Oaxaca 17°03′43″B 96°43′30″T / 17,061832°B 96,724968°T - Trung tâm Lưu trữ Quốc gia Bolivia 19°02′56″N 65°15′39″T / 19,048917°N 65,260748°T - Nhà thờ chính tòa Tổng giám mục Bogotá - Kho lưu trữ âm nhạc của nhà thờ 4°35′52″B 74°04′31″T / 4,597709°B 74,075187°T | 2007          | [ 14 ]    |
| Tư liệu hoàng gia Real Audiencia của La Plata (RALP) | Trung tâm Lưu trữ Quốc gia Bolivia 19°02′56″N 65°15′39″T / 19,048917°N 65,260748°T | 2011          | [ 15 ]    |
| Bộ sưu tập các bản thảo âm nhạc nhà thờ của Nhà thờ chính tòa La Plata                                                                                           | Trung tâm Lưu trữ Quốc gia Bolivia 19°02′56″N 65°15′39″T / 19,048917°N 65,260748°T | 2013          | [ 16 ]    |
| Cuộc đời và sự nghiệp của Ernesto Che Guevara: từ những bản thảo ban đầu thời niên thiếu và lúc còn trẻ cho đến sổ nhật ký chiến dịch ở Bolivia (chung với Cuba) | Trung tâm Nghiên cứu Che Guevara 23°06′49″B 82°24′36″T / 23,113581°B 82,41008°T | 2013          | [ 17 ]    |

### Brasil
| Di sản tư liệu[A] | Bảo quản/Vị trí | Năm công nhận | Tham khảo |
| --- | --- | ------------- | --------- |
| Bộ sưu tập của Hoàng đế: nhiếp ảnh nước ngoài và Brasil thế kỷ 19                                                                       | Thư viện Quốc gia Fundação 22°54′35″N 43°10′31″T / 22,909747°N 43,175411°T | 2003          | [ 18 ]    |
| Mạng lưới thông tin và tài liệu phản biểu về chế độ quân sự ở Brasil (1964-1985)                                                        | Trung tâm Lưu trữ Quốc gia Brazil 22°54′23″N 43°11′26″T / 22,906475°N 43,190685°T | 2011          | [ 19 ]    |
| Tư liệu Công ty Tây Ấn Hà Lan (Westindische Compagnie) (chung với Ghana, Hà Lan, Guyana, Antille thuộc Hà Lan, Suriname, Anh và Hoa Kỳ) | - Hội trường tư liệu hạt Albany 42°39′58″B 73°44′51″T / 42,665973°B 73,747523°T - Trung tâm Lưu trữ Quốc gia 12°06′14″B 68°55′26″T / 12,103902°B 68,923869°T - Trung tâm Lưu trữ Đô thị New York 40°42′49″B 74°00′16″T / 40,713619°B 74,004433°T - Trung tâm Lưu trữ Quốc gia 52°04′52″B 4°19′35″Đ / 52,081035°B 4,326252°Đ - Trung tâm Lưu trữ Quốc gia Suriname 5°48′39″B 55°12′42″T / 5,810874°B 55,211595°T - Trung tâm Lưu trữ Quốc gia Kew 51°28′53″B 0°16′48″T / 51,481461°B 0,280075°T - Trung tâm Lưu trữ bang New York 42°38′54″B 73°45′42″T / 42,648331°B 73,761702°T - Trung tâm Lưu trữ Quốc gia Guyana 6°48′10″B 58°08′26″T / 6,802745°B 58,14057°T | 2011          | [ 20 ]    |
| Trung tâm lưu trữ thiết kế kiến trúc của Oscar Niemeyer                                                                                 | Fundação Oscar Niemeyer para Fins Culturais 22°55′01″N 43°10′40″T / 22,916991°N 43,177783°T | 2013          | [ 21 ]    |
| Tư liệu liên quan đến chuyến đi của Hoàng đế D. Pedro II tại Brasil và nước ngoài                                                       | Bảo tàng Hoàng gia 22°30′29″N 43°10′31″T / 22,50813°N 43,175195°T | 2013          | [ 22 ]    |
| Di sản tư liệu của Antonio Carlos Gomes (chung với Ý)                                                                                   | - Trung tâm Lưu trữ Quốc gia (AN) - Bộ Tư pháp 22°54′23″N 43°11′27″T / 22,906508°N 43,190717°T - Khoa Âm nhạc của Đại học Liên bang Rio de Janeiro 22°54′49″N 43°10′41″T / 22,913689°N 43,178016°T - Thư viện Quốc gia Fundação 22°54′35″N 43°10′31″T / 22,909747°N 43,175411°T - Bảo tàng Lịch sử Quốc gia 22°54′21″N 43°10′10″T / 22,905911°N 43,169513°T - Bảo tàng Hoàng gia 22°30′29″N 43°10′31″T / 22,50813°N 43,175195°T - Bảo tàng Đại học Liên bang Pará 1°27′01″N 48°28′59″T / 1,450198°N 48,483007°T | 2015          | [ 23 ]    |
| Ủy ban bảo vệ nhân quyền cho các quốc gia hình nón phía Nam (CLAMOR) (chung với Uruguay)                                                | Trung tâm tư liệu thông tin khoa học "Prof. Casemiro dos Reis Filho" 23°32′21″N 46°40′18″T / 23,539285°N 46,671539°T | 2015          | [ 24 ]    |
| Trình diễn bản đồ và hình tượng của Chiến tranh Tam Đồng minh (chung với Uruguay)                                                       | - Thư viện Quốc gia Uruguay 34°54′10″N 56°10′39″T / 34,902811°N 56,177399°T - Bảo tàng Lịch sử Quốc gia Uruguay 34°53′40″N 56°10′49″T / 34,894424°N 56,180186°T | 2015          | [ 25 ]    |
| Bộ sưu tập của nhà giáo dục Paulo Freire                                                                                                | Viện Paulo Freire 23°32′25″N 46°42′09″T / 23,540377°N 46,702438°T | 2017          | [ 26 ]    |
| Tư liệu cá nhân của Nise da Silveira | Bảo tàng tranh ảnh vô thức 22°54′04″N 43°18′04″T / 22,901005°N 43,301019°T | 2017          | [ 27 ]    |

### Chile
| Di sản tư liệu[A]                                       | Bảo quản/Vị trí | Năm công nhận | Tham khảo |
| ------------------------------------------------------- | --- | ------------- | --------- |
| Tư liệu lưu trữ Nhân quyền                              | Trung tâm Lưu trữ Quốc gia Chile, Santiago 33°26′31″N 70°38′43″T / 33,441948°N 70,645241°T                                                | 2003          | [ 28 ]    |
| Dòng Tên ở châu Mỹ                                      | Trung tâm Lưu trữ Quốc gia Chile, Santiago 33°26′31″N 70°38′43″T / 33,441948°N 70,645241°T                                                | 2003          | [ 29 ]    |
| Bộ sưu tập in ấn thi ca nổi tiếng Chile: Lira đại chúng | - Thư viện Quốc gia Chile 33°26′31″N 70°38′45″T / 33,442066°N 70,645711°T - Đại học Chile 33°26′40″N 70°39′04″T / 33,444368°N 70,651005°T | 2013          | [ 30 ]    |

### Colombia
| Di sản tư liệu[A]                                                                                 | Bảo quản/Vị trí | Năm công nhận | Tham khảo |
| ------------------------------------------------------------------------------------------------- | --- | ------------- | --------- |
| Tư liệu của những người nô lệ da đen                                                              | Trung tâm Lưu trữ Quốc gia Colombia, Bogotá 4°35′39″B 74°04′36″T / 4,594109°B 74,076546°T | 2005          | [ 31 ]    |
| Âm nhạc thuộc địa Mỹ: một ví dụ tiêu biểu của tư liệu phong phú (chung với Bolivia, Mexico, Peru) | - Thư viện Quốc gia Peru 12°05′15″N 77°00′18″T / 12,087573°N 77,004968°T - Trung tâm Lưu trữ Lịch sử của Tổng giáo phận Oaxaca 17°03′43″B 96°43′30″T / 17,061832°B 96,724968°T - Trung tâm Lưu trữ Quốc gia Bolivia 19°02′56″N 65°15′39″T / 19,048917°N 65,260748°T - Nhà thờ chính tòa Tổng giám mục Bogotá - Kho lưu trữ âm nhạc của nhà thờ 4°35′52″B 74°04′31″T / 4,597709°B 74,075187°T | 2007          | [ 14 ]    |

### Costa Rica
| Di sản tư liệu[A]              | Bảo quản/Vị trí                                                                    | Năm công nhận | Tham khảo |
| ------------------------------ | ---------------------------------------------------------------------------------- | ------------- | --------- |
| Bãi bỏ quân đội tại Costa Rica | Trung tâm Lưu trữ Quốc gia, San José 9°55′20″B 84°02′53″T / 9,922209°B 84,048177°T | 2017          | [ 32 ]    |
| Tòa án Tư pháp Trung Mỹ        | Trung tâm Lưu trữ Quốc gia, San José 9°55′20″B 84°02′53″T / 9,922209°B 84,048177°T | 2017          | [ 33 ]    |

### Cuba
| Di sản tư liệu[A] | Bảo quản/Vị trí | Năm công nhận | Tham khảo |
| --- | --- | ------------- | --------- |
| Tư liệu về "José Martí Pérez" | Trung tâm Nghiên cứu Martí, Havana 23°08′11″B 82°24′07″T / 23,136439°B 82,40183°T                                     | 2005          | [ 34 ]    |
| Các cuốn phim âm bản gốc của Noticiero ICAIC Lationamericano | Instituto Cubano del Arte e Industria Cinematográficos (ICAIC), Havana 23°07′41″B 82°23′54″T / 23,128078°B 82,39825°T | 2009          | [ 35 ]    |
| Cuộc đời và sự nghiệp của Ernesto Che Guevara: từ những bản thảo ban đầu thời niên thiếu và lúc còn trẻ cho đến sổ nhật ký chiến dịch ở Bolivia (chung với Bolivia) | Trung tâm Nghiên cứu Che Guevara 23°06′49″B 82°24′36″T / 23,113581°B 82,41008°T                                       | 2013          | [ 17 ]    |

### Curacao
| Di sản tư liệu[A]                                                                 | Bảo quản/Vị trí                                             | Năm công nhận | Tham khảo |
| --------------------------------------------------------------------------------- | ----------------------------------------------------------- | ------------- | --------- |
| Tư liệu về Công ty thương mại Middelburgsche (MCC) (chung với Suriname và Hà Lan) | Zeeuws Archief 51°30′05″B 3°36′45″Đ / 51,501378°B 3,61255°Đ | 2011          | [ 36 ]    |

### Dominica
| Di sản tư liệu[A] | Bảo quản/Vị trí | Năm công nhận | Tham khảo |
| --- | --- | ------------- | --------- |
| Sổ đăng ký Chế độ nô lệ ở vùng biển Caribe của Anh 1817-1834 (chung với Belize, Bahamas, Jamaica, Saint Kitts và Nevis, Trinidad và Tobago và Anh) | - Trung tâm Lưu trữ Bahamas, Nassau 25°04′19″B 77°19′21″T / 25,071854°B 77,322577°T - Cục Lưu trữ và Hồ sơ Belize 17°15′08″B 88°46′07″T / 17,252161°B 88,768634°T - Trung tâm Tư liệu Quốc gia 15°18′02″B 61°23′11″T / 15,300638°B 61,386339°T - Cục Lưu trữ và Dữ liệu Jamaica 17°59′49″B 76°57′17″T / 17,996944°B 76,954696°T - Trung tâm Lưu trữ Quốc gia, trụ sở Chính phủ 17°17′44″B 62°43′30″T / 17,295613°B 62,725138°T - Trung tâm Lưu trữ Quốc gia Trinidad và Tobago 10°39′37″B 61°30′46″T / 10,660165°B 61,512785°T - Trung tâm Lưu trữ Quốc gia tại Kew 51°28′53″B 0°16′48″T / 51,481461°B 0,280075°T | 2009          | [ 37 ]    |

### Cộng hòa Dominica
| Di sản tư liệu[A]                                                                             | Bảo quản/Vị trí | Năm công nhận | Tham khảo |
| --------------------------------------------------------------------------------------------- | --- | ------------- | --------- |
| Sách rửa tội cho nô lệ (1636–1670)                                                            | Trung tâm Lưu trữ Lịch sử Tổng giáo phận Santo Domingo, Santo Domingo 18°28′17″B 69°52′59″T / 18,471466°B 69,88313°T | 2009          | [ 38 ]    |
| Di sản tư liệu về cuộc kháng chiến và đấu tranh cho nhân quyền ở Cộng hòa Dominica, 1930–1961 | - Trung tâm Lưu trữ tư liệu và tài liệu tham khảo của Bảo tàng Tưởng niệm Kháng chiến Dominican 18°28′36″B 69°55′42″T / 18,476715°B 69,92836°T - Trung tâm Lưu trữ tư liệu của Văn phòng Tổng chưởng lý Cộng hòa 18°26′53″B 69°55′30″T / 18,447974°B 69,925077°T - Trung tâm Lưu trữ Guillermina Miniño Vda. Puigsubirá 18°27′50″B 69°56′06″T / 18,463789°B 69,934873°T - Trung tâm Lưu trữ của Tổ chức Chị em nhà Mirabal, Nhà bảo tàng Chị em nhà Mirabal 19°22′14″B 70°22′06″T / 19,370628°B 70,368352°T - Trung tâm Lưu trữ Quỹ Các anh hùng ngày 30 tháng 5 18°28′10″B 69°55′14″T / 18,469465°B 69,920583°T - Trung tâm Lưu trữ Quỹ Manolo Tavarez 18°27′24″B 69°54′58″T / 18,45667°B 69,916245°T - Trung tâm Lưu trữ Hiệp hội người thân của các anh hùng của Cayo Confite và Luperon 18°28′44″B 69°55′38″T / 18,478755°B 69,927129°T | 2009          | [ 39 ]    |

### Ecuador
| Di sản tư liệu[A]                                                                              | Bảo quản/Vị trí                                                          | Năm công nhận | Tham khảo |
| ---------------------------------------------------------------------------------------------- | ------------------------------------------------------------------------ | ------------- | --------- |
| The Gaze of the Other:Di sản tư liệu của Dòng Salêdiêng Don Bosco tại Ecuador Amazon 1890-1930 | Cộng đồng Salêdiêng, Quito 0°12′27″N 78°29′21″T / 0,207626°N 78,489131°T | 2015          | [ 40 ]    |

### El Salvador
| Di sản tư liệu[A]                                               | Bảo quản/Vị trí                                                            | Năm công nhận | Tham khảo |
| --------------------------------------------------------------- | -------------------------------------------------------------------------- | ------------- | --------- |
| Tài liệu của Ignacio Ellacuría: Hiện thực lịch sử và Giải phóng | Khu di tích dòng Tên Curia 13°40′37″B 89°14′10″T / 13,676887°B 89,236059°T | 2017          | [ 41 ]    |

### Guatemala
| Di sản tư liệu[A]                                                                                                   | Bảo quản/Vị trí                                                                  | Năm công nhận | Tham khảo |
| --- | -------------------------------------------------------------------------------- | ------------- | --------- |
| Hồi ức Florid, một bài phát biểu lịch sử, tự nhiên, vật chất, quân sự và báo cáo chính trị của vương quốc Guatemala | Trung tâm lưu trữ chung Trung Mỹ 14°39′35″B 90°27′23″T / 14,659714°B 90,456377°T | 2017          | [ 42 ]    |

### Guyana
| Di sản tư liệu[A] | Bảo quản/Vị trí | Năm công nhận | Tham khảo |
| --- | --- | ------------- | --------- |
| Tư liệu Công ty Tây Ấn Hà Lan (Westindische Compagnie) (chung với Ghana, Hà Lan, Brasil, Antille thuộc Hà Lan, Suriname, Anh và Hoa Kỳ) | - Hội trường tư liệu hạt Albany 42°39′58″B 73°44′51″T / 42,665973°B 73,747523°T - Trung tâm Lưu trữ Quốc gia 12°06′14″B 68°55′26″T / 12,103902°B 68,923869°T - Trung tâm Lưu trữ Đô thị New York 40°42′49″B 74°00′16″T / 40,713619°B 74,004433°T - Trung tâm Lưu trữ Quốc gia 52°04′52″B 4°19′35″Đ / 52,081035°B 4,326252°Đ - Trung tâm Lưu trữ Quốc gia Suriname 5°48′39″B 55°12′42″T / 5,810874°B 55,211595°T - Trung tâm Lưu trữ Quốc gia Kew 51°28′53″B 0°16′48″T / 51,481461°B 0,280075°T - Trung tâm Lưu trữ bang New York 42°38′54″B 73°45′42″T / 42,648331°B 73,761702°T - Trung tâm Lưu trữ Quốc gia Guyana 6°48′10″B 58°08′26″T / 6,802745°B 58,14057°T | 2011          | [ 20 ]    |
| Hồ sơ của những người lao động người Anh-điêng (chung với Suriname, Trinidad và Tobago và Fiji)                                         | - Trung tâm Lưu trữ Quốc gia Fiji 18°08′34″N 178°25′27″Đ / 18,142906°N 178,424031°Đ - Trung tâm Lưu trữ Quốc gia Guyana 6°48′10″B 58°08′26″T / 6,802743°B 58,140546°T - Trung tâm Lưu trữ Quốc gia Surinam 5°48′39″B 55°12′42″T / 5,810875°B 55,211598°T - Trung tâm Lưu trữ Quốc gia Trinidad & Tobago 10°39′37″B 61°30′46″T / 10,660171°B 61,512783°T | 2011          | [ 43 ]    |

### Haiti
| Di sản tư liệu[A]               | Bảo quản/Vị trí                                                                                 | Năm công nhận | Tham khảo |
| ------------------------------- | ----------------------------------------------------------------------------------------------- | ------------- | --------- |
| Tài sản Odette Mennesson Rigaud | Bibliothèque Haïtienne des Pères du Saint-Esprit 18°32′43″B 72°20′11″T / 18,545148°B 72,33629°T | 2017          | [ 44 ]    |

### Jamaica
| Di sản tư liệu[A] | Bảo quản/Vị trí | Năm công nhận | Tham khảo |
| --- | --- | ------------- | --------- |
| Sổ đăng ký Chế độ nô lệ ở vùng biển Caribe của Anh 1817-1834 (chung với Bahamas, Belize, Dominica, Saint Kitts và Nevis, Trinidad và Tobago và Anh) | - Trung tâm Lưu trữ Bahamas, Nassau 25°04′19″B 77°19′21″T / 25,071854°B 77,322577°T - Cục Lưu trữ và Hồ sơ Belize 17°15′08″B 88°46′07″T / 17,252161°B 88,768634°T - Trung tâm Tư liệu Quốc gia 15°18′02″B 61°23′11″T / 15,300638°B 61,386339°T - Cục Lưu trữ và Dữ liệu Jamaica 17°59′49″B 76°57′17″T / 17,996944°B 76,954696°T - Trung tâm Lưu trữ Quốc gia, trụ sở Chính phủ 17°17′44″B 62°43′30″T / 17,295613°B 62,725138°T - Trung tâm Lưu trữ Quốc gia Trinidad và Tobago 10°39′37″B 61°30′46″T / 10,660165°B 61,512785°T - Trung tâm Lưu trữ Quốc gia tại Kew 51°28′53″B 0°16′48″T / 51,481461°B 0,280075°T | 2009          | [ 45 ]    |
| Người đàn ông bạc: Lao động Tây Ấn tại Kênh đào Panama (chung với Barbados, Panama, Saint Lucia, Anh và Hoa Kỳ)                                     | - Bảo tàng và Hội lịch sử Barbados, St. Michael 13°05′00″B 59°36′08″T / 13,083351°B 59,602229°T - Trung tâm Lưu trữ Bahamas, Nassau 25°04′19″B 77°19′21″T / 25,071854°B 77,322577°T - Cục Lưu trữ Hồ sơ Jamaica 17°59′49″B 76°57′17″T / 17,996953°B 76,954707°T - Thư viện Quốc gia Jamaica 17°58′02″B 76°47′24″T / 17,967085°B 76,789864°T - Trung tâm Lưu trữ Quốc gia St. Lucia 14°01′10″B 60°59′55″T / 14,019356°B 60,998504°T - Bảo tàng Kênh đào Panamá 8°57′07″B 79°32′05″T / 8,952027°B 79,53459°T - Mrs. Primrose Mallet-Harris, Mallet Court 50°59′41″B 2°57′12″T / 50,994639°B 2,953304°T - Trung tâm Lưu trữ Quốc gia Kew 51°28′53″B 0°16′48″T / 51,481461°B 0,280075°T - Cục Hồ sơ và Lưu trữ Quốc gia 39°00′02″B 76°57′35″T / 39,000584°B 76,959705°T - Thư viện George A. Smathers 29°39′06″B 82°20′34″T / 29,651703°B 82,342893°T | 2011          | [ 10 ]    |
| Bộ sưu tập của Ủy ban Tây Ấn (chung với Anguilla, Antigua và Barbuda, Anh và Montserrat)                                                            | Thư viện Sidney Martin 13°08′00″B 59°37′47″T / 13,133216°B 59,629839°T | 2015          | [ 1 ]     |

### Mexico
| Di sản tư liệu[A] | Bảo quản/Vị trí | Năm công nhận | Tham khảo |
| --- | --- | ------------- | --------- |
| Bộ sưu tập sách kinh chép tay của người Mexico | Thư viện Quốc gia về Nhân chủng học và Lịch sử, Thành phố México 19°25′03″B 99°10′25″T / 19,417369°B 99,173519°T | 1997          | [ 46 ]    |
| Sách chép tay từ thung lũng Oaxaca | Trung tâm Lưu trữ Quốc gia, thành phố Mexico 19°26′11″B 99°06′48″T / 19,43631°B 99,113267°T | 1997          | [ 47 ]    |
| Sách chép tay Techaloyan de Cuajimalpaz | Trung tâm Lưu trữ Quốc gia, thành phố Mexico 19°26′11″B 99°06′48″T / 19,43631°B 99,113267°T | 1997          | [ 48 ]    |
| Bộ phim Los Olvidados (những người bị quên lãng) | Thư viện phim của Đại học UNAM, Mexico 19°19′10″B 99°10′32″T / 19,319582°B 99,175555°T | 2003          | [ 49 ]    |
| Sách và bản thảo của Thư viện Palafox | Thư viện Palafox, Puebla 19°02′32″B 98°11′56″T / 19,042361°B 98,198779°T | 2005          | [ 50 ]    |
| Bộ sưu tập ngôn ngữ bản địa | Đại học Guadalajara, Guadalajara 20°40′31″B 103°21′32″T / 20,675269°B 103,358977°T | 2007          | [ 51 ]    |
| Âm nhạc thuộc địa Mỹ: một ví dụ tiêu biểu của tư liệu phong phú (chung với Comlombia, Bolivia, Peru)                                                                                  | - Thư viện Quốc gia Peru 12°05′15″N 77°00′18″T / 12,087573°N 77,004968°T - Trung tâm Lưu trữ Lịch sử của Tổng giáo phận Oaxaca 17°03′43″B 96°43′30″T / 17,061832°B 96,724968°T - Trung tâm Lưu trữ Quốc gia Bolivia 19°02′56″N 65°15′39″T / 19,048917°N 65,260748°T - Nhà thờ chính tòa Tổng giám mục Bogotá - Kho lưu trữ âm nhạc của nhà thờ 4°35′52″B 74°04′31″T / 4,597709°B 74,075187°T | 2007          | [ 14 ]    |
| Bộ sưu tập của Trung tâm Tài liệu và Điều tra Cộng đồng Ashkenazi ở Mexico (thế kỷ 16-20)                                                                                             | Trung tâm Tài liệu và Điều tra Cộng đồng Ashkenazi của Mexico, thành phố Mexico 19°25′03″B 99°10′25″T / 19,417369°B 99,173519°T | 2009          | [ 52 ]    |
| Chữ tượng hình từ thế kỷ 16 đến 18 "Bản đồ, bản vẽ và sách minh họa" của Trung tâm Lưu trữ Quốc gia Mexico                                                                            | Trung tâm Lưu trữ Quốc gia, thành phố Mexico 19°26′11″B 99°06′48″T / 19,43631°B 99,113267°T | 2011          | [ 53 ]    |
| Tài liệu cổ của trung tâm lưu trữ lịch sử tại trường San Ignacio de Loyola Vizcaínas: Giáo dục và hỗ trợ phụ nữ trong lịch sử thế giới                                                | Trung tâm Lưu trữ Lịch sử trường San Ignacio de Loyola Vizcaínas "José María Basagoiti Noriega" 19°25′44″B 99°08′26″T / 19,428832°B 99,140447°T | 2013          | [ 54 ]    |
| Hồ sơ tư pháp liên quan đến sự ra đời của một quyền tự quyết: Phương pháp hiệu quả như là một đóng góp của văn bản Mexico cho sự bảo vệ Tuyên ngôn Quốc tế Nhân quyền (UDHR) năm 1948 | Suprema Corte de Justicia de la Nación 19°20′55″B 99°12′07″T / 19,348607°B 99,201897°T | 2015          | [ 55 ]    |
| Trung tâm lưu trữ âm bản, ấn phẩm và tài liệu của Manuel Álvarez Bravo | Trung tâm Lưu trữ Manuel Álvarez Bravo, S.C 19°20′35″B 99°09′52″T / 19,343095°B 99,164312°T | 2017          | [ 56 ]    |

### Montserrat
| Di sản tư liệu[A]                                                                     | Bảo quản/Vị trí                                                        | Năm công nhận | Tham khảo |
| ------------------------------------------------------------------------------------- | ---------------------------------------------------------------------- | ------------- | --------- |
| Bộ sưu tập của Ủy ban Tây Ấn (chung với Anguilla, Antigua và Barbuda, Anh và Jamaica) | Thư viện Sidney Martin 13°08′00″B 59°37′47″T / 13,133216°B 59,629839°T | 2015          | [ 1 ]     |

### Nicaragua
| Di sản tư liệu[A]                         | Bảo quản/Vị trí                                                                             | Năm công nhận | Tham khảo |
| ----------------------------------------- | ------------------------------------------------------------------------------------------- | ------------- | --------- |
| Tư liệu về Chiến dịch xóa mù chữ Quốc gia | Viện Lịch sử Nicaragua và Trung Mỹ, Managua 12°07′31″B 86°16′16″T / 12,125255°B 86,271012°T | 2007          | [ 57 ]    |

### Panama
| Di sản tư liệu[A]                                                                                                | Bảo quản/Vị trí | Năm công nhận | Tham khảo |
| --- | --- | ------------- | --------- |
| Người đàn ông bạc: Lao động Tây Ấn tại Kênh đào Panama (chung với Jamaica, Barbados, Saint Lucia, Anh và Hoa Kỳ) | - Bảo tàng và Hội lịch sử Barbados, St. Michael 13°05′00″B 59°36′08″T / 13,083351°B 59,602229°T - Trung tâm Lưu trữ Bahamas, Nassau 25°04′19″B 77°19′21″T / 25,071854°B 77,322577°T - Cục Lưu trữ Hồ sơ Jamaica 17°59′49″B 76°57′17″T / 17,996953°B 76,954707°T - Thư viện Quốc gia Jamaica 17°58′02″B 76°47′24″T / 17,967085°B 76,789864°T - Trung tâm Lưu trữ Quốc gia St. Lucia 14°01′10″B 60°59′55″T / 14,019356°B 60,998504°T - Bảo tàng Kênh đào Panamá 8°57′07″B 79°32′05″T / 8,952027°B 79,53459°T - Mrs. Primrose Mallet-Harris, Mallet Court 50°59′41″B 2°57′12″T / 50,994639°B 2,953304°T - Trung tâm Lưu trữ Quốc gia Kew 51°28′53″B 0°16′48″T / 51,481461°B 0,280075°T - Cục Hồ sơ và Lưu trữ Quốc gia 39°00′02″B 76°57′35″T / 39,000584°B 76,959705°T - Thư viện George A. Smathers 29°39′06″B 82°20′34″T / 29,651703°B 82,342893°T | 2011          | [ 10 ]    |

### Paraguay
| Di sản tư liệu[A]      | Bảo quản/Vị trí | Năm công nhận | Tham khảo |
| ---------------------- | --- | ------------- | --------- |
| Hồ sơ Lưu trữ Khủng bố | Trung tâm tư liệu và lưu trữ về Bảo vệ Nhân quyền (CDyA), Asunción 25°17′14″N 57°39′18″T / 25,287141°N 57,654887°T | 2009          | [ 58 ]    |

### Peru
| Di sản tư liệu[A]                                                                                      | Bảo quản/Vị trí | Năm công nhận | Tham khảo |
| --- | --- | ------------- | --------- |
| Âm nhạc thuộc địa Mỹ: một ví dụ tiêu biểu của tư liệu phong phú (chung với Comlombia, Mexico, Bolivia) | - Thư viện Quốc gia Peru 12°05′15″N 77°00′18″T / 12,087573°N 77,004968°T - Trung tâm Lưu trữ Lịch sử của Tổng giáo phận Oaxaca 17°03′43″B 96°43′30″T / 17,061832°B 96,724968°T - Trung tâm Lưu trữ Quốc gia Bolivia 19°02′56″N 65°15′39″T / 19,048917°N 65,260748°T - Nhà thờ chính tòa Tổng giám mục Bogotá - Kho lưu trữ âm nhạc của nhà thờ 4°35′52″B 74°04′31″T / 4,597709°B 74,075187°T | 2007          | [ 14 ]    |
| Loạt ấn bản đầu tiên của Peru và Nam Mỹ (1584-1619)                                                    | Thư viện Quốc gia Peru 12°05′15″N 77°00′18″T / 12,087573°N 77,0049683°T | 2013          | [ 59 ]    |
| Sổ du hành của Người chinh phục Tây Ban Nha hoặc "Sách Becerro"                                        | Trung tâm Lưu trữ Quốc gia, Lima, 12°02′38″N 77°01′52″T / 12,043854°N 77,031103°T | 2013          | [ 60 ]    |

### Saint Kitts và Nevis
| Di sản tư liệu[A] | Bảo quản/Vị trí | Năm công nhận | Tham khảo |
| --- | --- | ------------- | --------- |
| Sổ đăng ký Chế độ nô lệ ở vùng biển Caribe của Anh 1817-1834 (chung với Bahamas, Belize, Dominica, Jamaica, Trinidad và Tobago và Anh) | - Trung tâm Lưu trữ Bahamas, Nassau 25°04′19″B 77°19′21″T / 25,071854°B 77,322577°T - Cục Lưu trữ và Hồ sơ Belize 17°15′08″B 88°46′07″T / 17,252161°B 88,768634°T - Trung tâm Tư liệu Quốc gia 15°18′02″B 61°23′11″T / 15,300638°B 61,386339°T - Cục Lưu trữ và Dữ liệu Jamaica 17°59′49″B 76°57′17″T / 17,996944°B 76,954696°T - Trung tâm Lưu trữ Quốc gia, trụ sở Chính phủ 17°17′44″B 62°43′30″T / 17,295613°B 62,725138°T - Trung tâm Lưu trữ Quốc gia Trinidad và Tobago 10°39′37″B 61°30′46″T / 10,660165°B 61,512785°T - Trung tâm Lưu trữ Quốc gia tại Kew 51°28′53″B 0°16′48″T / 51,481461°B 0,280075°T | 2009          | [ 61 ]    |

### Saint Lucia
| Di sản tư liệu[A]                                                                                           | Bảo quản/Vị trí | Năm công nhận | Tham khảo |
| --- | --- | ------------- | --------- |
| Giấy tờ của Ngài William Arthur Lewis                                                                       | Thư viện bản thảo Seely G. Mudd, Princeton 40°20′59″B 74°39′07″T / 40,349642°B 74,651967°T | 2009          | [ 62 ]    |
| Người đàn ông bạc: Lao động Tây Ấn tại Kênh đào Panama (chung với Jamaica, Barbados, Panama, Anh và Hoa Kỳ) | - Bảo tàng và Hội lịch sử Barbados, St. Michael 13°05′00″B 59°36′08″T / 13,083351°B 59,602229°T - Trung tâm Lưu trữ Bahamas, Nassau 25°04′19″B 77°19′21″T / 25,071854°B 77,322577°T - Cục Lưu trữ Hồ sơ Jamaica 17°59′49″B 76°57′17″T / 17,996953°B 76,954707°T - Thư viện Quốc gia Jamaica 17°58′02″B 76°47′24″T / 17,967085°B 76,789864°T - Trung tâm Lưu trữ Quốc gia St. Lucia 14°01′10″B 60°59′55″T / 14,019356°B 60,998504°T - Bảo tàng Kênh đào Panamá 8°57′07″B 79°32′05″T / 8,952027°B 79,53459°T - Mrs. Primrose Mallet-Harris, Mallet Court 50°59′41″B 2°57′12″T / 50,994639°B 2,953304°T - Trung tâm Lưu trữ Quốc gia Kew 51°28′53″B 0°16′48″T / 51,481461°B 0,280075°T - Cục Hồ sơ và Lưu trữ Quốc gia 39°00′02″B 76°57′35″T / 39,000584°B 76,959705°T - Thư viện George A. Smathers 29°39′06″B 82°20′34″T / 29,651703°B 82,342893°T | 2011          | [ 10 ]    |

### Sint Maarten
| Di sản tư liệu[A] | Bảo quản/Vị trí                                                                               | Năm công nhận | Tham khảo |
| --- | --------------------------------------------------------------------------------------------- | ------------- | --------- |
| Tuyến đường/Gốc rễ đến tự do: Một nghiên cứu về cách người châu Phi nô lệ giành được tự do trên đảo đôi quốc Sint Maarten/Saint Martin | Phòng Quản lý Thông tin và Hồ sơ, Philipsburg 18°01′31″B 63°02′42″T / 18,025363°B 63,045098°T | 2017          | [ 63 ]    |

### Suriname
| Di sản tư liệu[A] | Bảo quản/Vị trí | Năm công nhận | Tham khảo |
| --- | --- | ------------- | --------- |
| Tư liệu về Công ty thương mại Middelburgsche (MCC) (chung với Curacao và Hà Lan)                                                      | Zeeuws Archief 51°30′05″B 3°36′45″Đ / 51,501378°B 3,61255°Đ | 2011          | [ 36 ]    |
| Tư liệu Công ty Tây Ấn Hà Lan (Westindische Compagnie) (chung với Ghana, Hà Lan, Brasil, Antille thuộc Hà Lan, Brasil, Anh và Hoa Kỳ) | - Hội trường tư liệu hạt Albany 42°39′58″B 73°44′51″T / 42,665973°B 73,747523°T - Trung tâm Lưu trữ Quốc gia 12°06′14″B 68°55′26″T / 12,103902°B 68,923869°T - Trung tâm Lưu trữ Đô thị New York 40°42′49″B 74°00′16″T / 40,713619°B 74,004433°T - Trung tâm Lưu trữ Quốc gia 52°04′52″B 4°19′35″Đ / 52,081035°B 4,326252°Đ - Trung tâm Lưu trữ Quốc gia Suriname 5°48′39″B 55°12′42″T / 5,810874°B 55,211595°T - Trung tâm Lưu trữ Quốc gia Kew 51°28′53″B 0°16′48″T / 51,481461°B 0,280075°T - Trung tâm Lưu trữ bang New York 42°38′54″B 73°45′42″T / 42,648331°B 73,761702°T - Trung tâm Lưu trữ Quốc gia Guyana 6°48′10″B 58°08′26″T / 6,802745°B 58,14057°T | 2011          | [ 20 ]    |
| Hồ sơ của những người lao động người Anh-điêng (chung với Guyana, Trinidad và Tobago và Fiji)                                         | - Trung tâm Lưu trữ Quốc gia Fiji 18°08′34″N 178°25′27″Đ / 18,142906°N 178,424031°Đ - Trung tâm Lưu trữ Quốc gia Guyana 6°48′10″B 58°08′26″T / 6,802743°B 58,140546°T - Trung tâm Lưu trữ Quốc gia Surinam 5°48′39″B 55°12′42″T / 5,810875°B 55,211598°T - Trung tâm Lưu trữ Quốc gia Trinidad & Tobago 10°39′37″B 61°30′46″T / 10,660171°B 61,512783°T | 2011          | [ 43 ]    |

### Trinidad và Tobago
| Di sản tư liệu[A] | Bảo quản/Vị trí | Năm công nhận | Tham khảo |
| --- | --- | ------------- | --------- |
| Bộ sưu tập của Derek Walcott | Đại học West Indies, St. Augustine 10°38′23″B 61°23′56″T / 10,63967°B 61,398993°T | 1997          | [ 64 ]    |
| Bộ sưu tập Tượng niệm Eric Williams | Đại học West Indies, St. Augustine 10°38′23″B 61°23′56″T / 10,63967°B 61,398993°T | 1999          | [ 65 ]    |
| Bộ sưu tập của C.L.R. James | Đại học West Indies, St. Augustine 10°38′23″B 61°23′56″T / 10,63967°B 61,398993°T | 2005          | [ 66 ]    |
| Sổ đăng ký Chế độ nô lệ ở vùng biển Caribe của Anh 1817-1834 (chung với Bahamas, Belize, Dominica, Saint Kitts và Nevis, Jamaica và Anh) | - Trung tâm Lưu trữ Bahamas, Nassau 25°04′19″B 77°19′21″T / 25,071854°B 77,322577°T - Cục Lưu trữ và Hồ sơ Belize 17°15′08″B 88°46′07″T / 17,252161°B 88,768634°T - Trung tâm Tư liệu Quốc gia 15°18′02″B 61°23′11″T / 15,300638°B 61,386339°T - Cục Lưu trữ và Dữ liệu Jamaica 17°59′49″B 76°57′17″T / 17,996944°B 76,954696°T - Trung tâm Lưu trữ Quốc gia, trụ sở Chính phủ 17°17′44″B 62°43′30″T / 17,295613°B 62,725138°T - Trung tâm Lưu trữ Quốc gia Trinidad và Tobago 10°39′37″B 61°30′46″T / 10,660165°B 61,512785°T - Trung tâm Lưu trữ Quốc gia tại Kew 51°28′53″B 0°16′48″T / 51,481461°B 0,280075°T | 2009          | [ 67 ]    |
| Hồ sơ của những người lao động người Anh-điêng (chung với Suriname, Guyana và Fiji)                                                      | - Trung tâm Lưu trữ Quốc gia Fiji 18°08′34″N 178°25′27″Đ / 18,142906°N 178,424031°Đ - Trung tâm Lưu trữ Quốc gia Guyana 6°48′10″B 58°08′26″T / 6,802743°B 58,140546°T - Trung tâm Lưu trữ Quốc gia Surinam 5°48′39″B 55°12′42″T / 5,810875°B 55,211598°T - Trung tâm Lưu trữ Quốc gia Trinidad & Tobago 10°39′37″B 61°30′46″T / 10,660171°B 61,512783°T | 2011          | [ 43 ]    |
| Bộ sưu tập Constantine | Thư viện quốc gia và Cơ quan hệ thống thông tin (NALIS), Port of Spain 10°39′07″B 61°30′42″T / 10,651891°B 61,511596°T | 2011          | [ 68 ]    |

### Uruguay
| Di sản tư liệu[A]                                                                       | Bảo quản/Vị trí | Năm công nhận | Tham khảo |
| --------------------------------------------------------------------------------------- | --- | ------------- | --------- |
| Hồ sơ gốc của Carlos Gardel - Bộ sưu tập Horacio Lorient (1913–1935)                    | Trung tâm Lưu trữ Quốc gia, Montevideo 34°54′14″N 56°11′50″T / 34,903992°N 56,19713°T                                                                           | 2003          | [ 69 ]    |
| Ủy ban bảo vệ nhân quyền cho các quốc gia hình nón phía Nam (CLAMOR) (chung với Brasil) | Trung tâm tư liệu thông tin khoa học "Prof. Casemiro dos Reis Filho" 23°32′21″N 46°40′18″T / 23,539285°N 46,671539°T                                            | 2015          | [ 24 ]    |
| Trình diễn bản đồ và hình tượng của Chiến tranh Tam Đồng minh (chung với Brasil)        | - Thư viện Quốc gia Uruguay 34°54′10″N 56°10′39″T / 34,902811°N 56,177399°T - Bảo tàng Lịch sử Quốc gia Uruguay 34°53′40″N 56°10′49″T / 34,894424°N 56,180186°T | 2015          | [ 25 ]    |

### Venezuela
| Di sản tư liệu[A]                                                        | Bảo quản/Vị trí                                                                     | Năm công nhận | Tham khảo |
| ------------------------------------------------------------------------ | ----------------------------------------------------------------------------------- | ------------- | --------- |
| Lưu trữ chung của quốc gia - Bài viết của người giải phóng Simón Bolívar | Trung tâm Lưu trữ Quốc gia, Caracas 10°30′47″B 66°54′42″T / 10,513101°B 66,911721°T | 1997          | [ 70 ]    |
| Bộ sưu tập các bức ảnh Mỹ Latinh thế kỷ 19                               | Thư viện Quốc gia, Caracas 10°30′42″B 66°54′44″T / 10,511744°B 66,912241°T          | 1997          | [ 71 ]    |
| Colombeia: Tư liệu Tổng thống lĩnh Francisco de Miranda                  | Học viện Lịch sử Quốc gia, Caracas 10°30′15″B 66°54′57″T / 10,504158°B 66,915915°T  | 2007          | [ 72 ]    |